# Interactive Glide

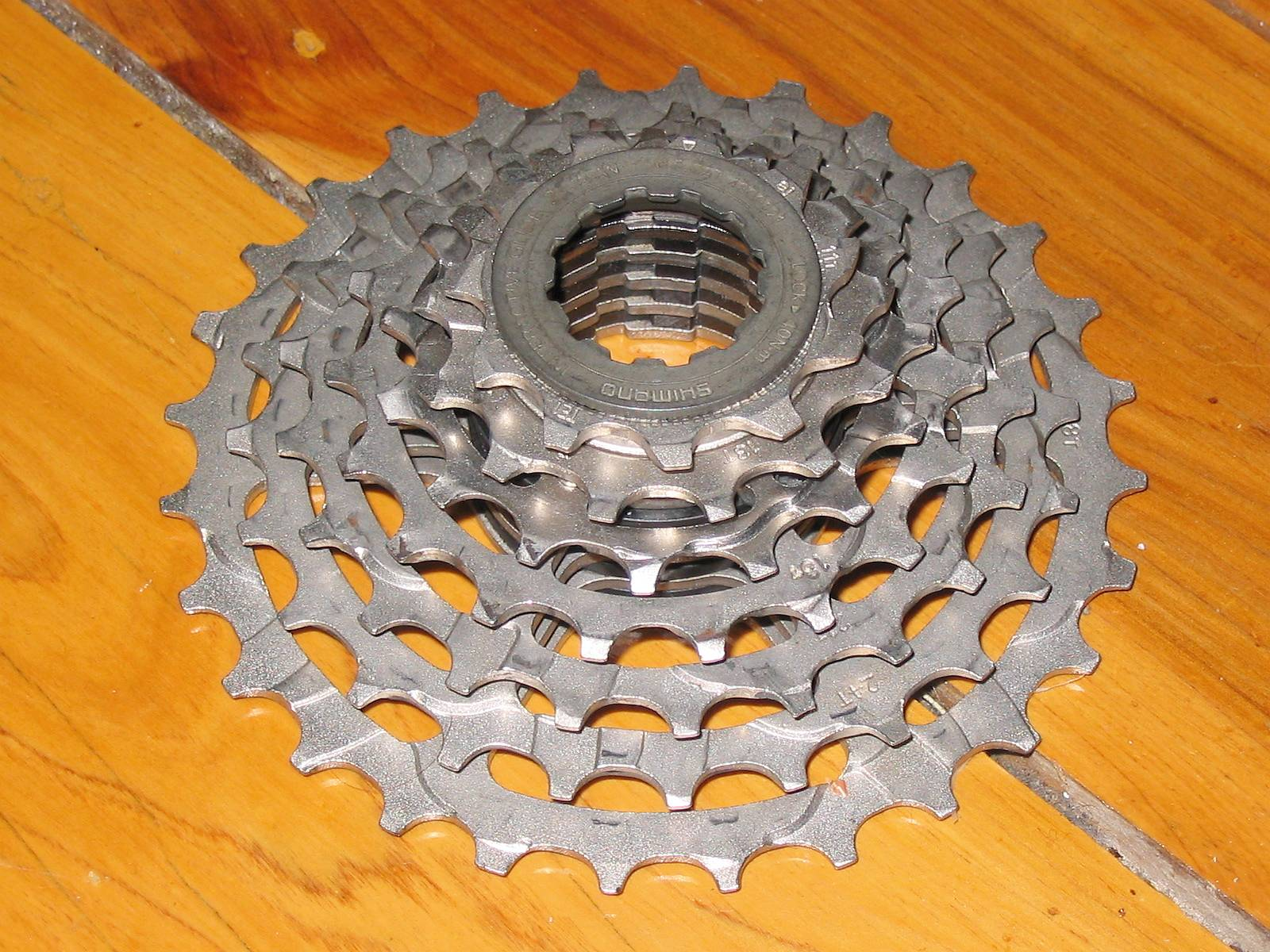
Kaseta STX-RC z zębatkami IG

Interactive Glide (IG) - system wspomagania zmian biegów stosowany przez Shimano. Odnosi się do zębatek kaset i łańcuchów.

## Historia
Interactive Glide został wprowadzony w 1995 roku w grupach STX-RC, STX i Alivio jako rozwinięcie HyperGlide. W tym samym czasie na wzór IG powstał system SG-X II, zmodyfikowana wersja SuperGlide dla zębatek mechanizmu korbowego. Rok później Shimano wprowadziło łańuchy IG do wszystkich grup osprzętu do rowerów górskich, jednak kasety (poza wymienionymi) pozostały w systemie HG. Wraz z wycofaniem z produkcji grup STX i STX-RC w 1999 roku, Shimano zaprzestało produkcji kaset IG, choć łańcuchy w tym systemie są wytwarzane do dziś. System IG nigdy nie zagościł w grupach szosowych.

## Charakterystyka
Zęby koronek IG charakteryzują się specjalnymi profilami i nacięciami. W porównaniu do systemu HG, który ułatwia tylko redukcję, profile w IG są niemal symetryczne, dzięki czemu łańcuch może być przez nie wciągany w obie strony, także przy zmianach biegów na mniejsze koronki. Głębsze i bardziej skomplikowane wycięcia wymusiły zwiększenie grubości zębatek do 2,35 mm (w porównaniu do 1,85 mm HG), ale ich rozstaw w kasetach pozostał bez zmian. Blaszki zewnętrzne łańcuchów IG mają wyraźne nacięcia po stronie zewnętrznej, które współpracują z profilami zębatek IG.

## Kompatybilność
Zębatki kaset IG mają taki sam wielowypust i sposób mocowania jak HG, więc mogą być zakładane na tylne piasty z bębenkami HG. Łańcuchy IG współpracują dobrze z każdym innym systemem, ale najlepiej oczywiście z zębatkami IG.

## LinkGlide
W 2004 roku Shimano wskrzesiło system IG pod zmienioną nazwą LinkGlide (LG). Kasety LG znalazły się w grupie Nexave i zostały zaprojektowane do współpracy z 9-rzędowymi łańcuchami HG.